# 大分県道501号色宮港木立線
大分県道501号色宮港木立線（おおいたけんどう501ごう いろみやこうきたちせん）は、大分県佐伯市を通る一般県道である。

## 概要
佐伯市米水津大字宮野浦から佐伯市大字木立に至る。
佐伯市米水津地区（旧南海部郡米水津村）の色宮漁港と旧佐伯市中心部の国道388号を結ぶ道路である。起点の米水津大字宮野浦は米水津地区の南東端にあたり、これより先は行き止まりとなるが、起点から1 kmほどの同色利浦で県南広域農道（豊後くろしおライン）と接続しており、蒲江方面と連絡している。起点から同浦代浦までは海岸線に沿っており、2車線で歩道なども整備されている。浦代浦より浦代峠を越える区間となる。
浦代峠は浦代トンネルが開通しているが老朽化が進み幅員も狭く歩道がない。自転車通学生も多く危険なため、新たな浦代バイパス新浦代トンネルを掘ることを含め改良が望まれる。
浦代峠の西側から終点までは旧佐伯市の大字木立であり、果樹園等も見られる田園地帯である。

### 路線データ
- 起点：大分県佐伯市米水津大字宮野浦（色宮漁港）
- 終点：大分県佐伯市大字木立（亀の甲橋交差点、国道388号交点）

## 路線状況

### 道路施設

#### トンネル
- 浦代トンネル：延長600 m、1969年（昭和44年）竣工、佐伯市

## 地理

### 通過する自治体
- 佐伯市

### 交差する道路
| 交差する道路                      | 交差する場所     | 交差する場所          |
| --------------------------------- | ---------------- | --------------------- |
| 県南広域農道 / 豊後くろしおライン | 米水津大字色利浦 |                       |
| 大分県道615号松浦米水津線         | 米水津大字浦代浦 |                       |
| 国道388号                         | 大字木立         | 亀の甲橋交差点 / 終点 |

### 沿線
- 色宮漁港
- 佐伯市立米水津中学校

### 峠
- 浦代峠（佐伯市）